# Каїрський Микола Миколайович
Микола Миколайович Каїрський (нар. 14 серпня 1921 — 7 березня 1997) — повний кавалер ордена Слави, учасник Німецько-радянської війни.

## Біографія
Народився 14 серпня 1921 року в селі Червоногригорівка (зараз Нікопольського району Дніпропетровської області України). Українець. У 1936 році закінчив сім класів неповної середньої школи. Працював помічником майстра на хлібозаводі в місті Марганець Дніпропетровської області.
У серпні 1941 року призваний до лав РСЧА і направлений на фронт в винищувально-протитанковий дивізіон. У 1941—1942 роках воював на різних фронтах.
5 грудня 1943 сержант роти протитанкових рушниць 350-го окремого винищувально-протитанкового дивізіону 294-ї стрілецької дивізії 52-ї армії 2-го Українського фронту, старший сержант М. М. Каїрський під час бою в районі хутора Кирилівка на околиці міста Черкаси виявив себе дисциплінованим, мужнім і сміливим воїном. Незважаючи на важку обстановку, коли противник кинув в атаку великі сили піхоти і танків і обробляючи передній край сильною артилерійсько-мінометною підготовкою, М. М. Каїрський допомагав своїм товаришам, забезпечував їх боєприпасами і надавав допомогу пораненим на полі бою. З особистої зброї знищив 16 солдатів ворога.
Наказом командира 294-ї стрілецької дивізії від 16 грудня 1943 старший сержант Каїрський Микола Миколайович нагороджений орденом Слави 3-го ступеня.
Бої тривали. Довелося М. М. Каїрському добивати оточених супротивників під Корсунь-Шевченківським. 14 лютого 1944 року дивізіон увірвався в місто і в вуличному бою знищив кілька вогневих точок. М. М. Каїрський разом з молодими воїнами штурмував цегляні будівлі, де облаштувалися противники.
10 березня 1944 старший сержант М. М. Каїрський брав участь у визволенні міста Умань. У цих боях знову позначився набутий досвід.
З червня 1944 року дивізіон в боях наближався до румунського кордону. У період з 30 червня по 4 липня 1944 року заступник командира відділення протитанкових рушниць М. М. Каїрський при відбитті контратак противника в 12 кілометрах на північ від міста Ясси в Румунії показував зразки мужності, безстрашності і героїзму. Противник протягом шести днів 18 раз намагався контратакувати позиції бійців Червоної Армії. М. М. Каїрський при відбитті контратак особисто знищив 12 солдатів противника і гранатою придушив кулемет.
Наказом командувача 52-ю армією від 7 липня 1944 старший сержант Каїрський Микола Миколайович нагороджений орденом Слави 2-го ступеня
На кінець 1944 року Радянські війська звільнили Румунію. Під Яссами М. М. Каїрського переводять в радисти для усунення некомлекту серед зв'язківців в артилерійському полку.
12 січня 1945 старший радіотелеграфіст 849-го артилерійського полку 294-ї стрілецької дивізії 52-ї армії 1-го Українського фронту старший сержант М. М. Каїрський при прориві оборони противника на Сандомирському плацдармі в бою поблизу населеного пункту Нови-Селець в 40 кілометрах на південний схід від міста Кельне в Польщі був поранений, але поле бою не покинув, продовжуючи працювати на своєму посту. У цьому бою, замінюючи телефоніста, Каїрський під жорстоким обстрілом противника усунув 12 пошкоджень телефонної лінії зв'язку між спостережним пунктом і вогневої позицією батареї. Швидким виправленням ушкоджень він забезпечив надійне управління артилерійським вогнем, своєчасне ведення вогню і виконання бойового завдання по придушенню перешкоджають просуванню піхоти вогневих точок противника. Перебуваючи в бойових порядках піхоти, брав участь в атаці і, увірвавшись в траншеї супротивників, з особистої зброї вбив 10 німецьких солдатів і одного офіцера.
Указом Президії Верховної Ради СРСР від 27 червня 1945 старший сержант Каїрський Микола Миколайович нагороджений орденом Слави 1-го ступеня. Став Повним Кавалером ордена Слави.
У квітні 1945 року він багато разів був на бойових завданнях щодо усунення пошкоджень на лінії. Зустрічався з гітлерівцями, які намагалися вирізати ділянки зв'язку. Вступаючи з ними в бій, виходив переможцем. Вінцем бойової роботи була нагорода — медаль «За відвагу».
У травні 1946 року старшина М. М. Каїрський демобілізувався. Жив в місті Марганець. Працював машиністом екскаватора в Басанському кар'єрі на Марганецькому гірничо-збагачувальному комбінаті. У повоєнний час був також нагороджений орденом Жовтневої Революції, орденом Вітчизняної війни 1-го ступеня, знаком «Шахтарська слава» 3-х ступенів. Почесний громадянин міста Марганець (1967).

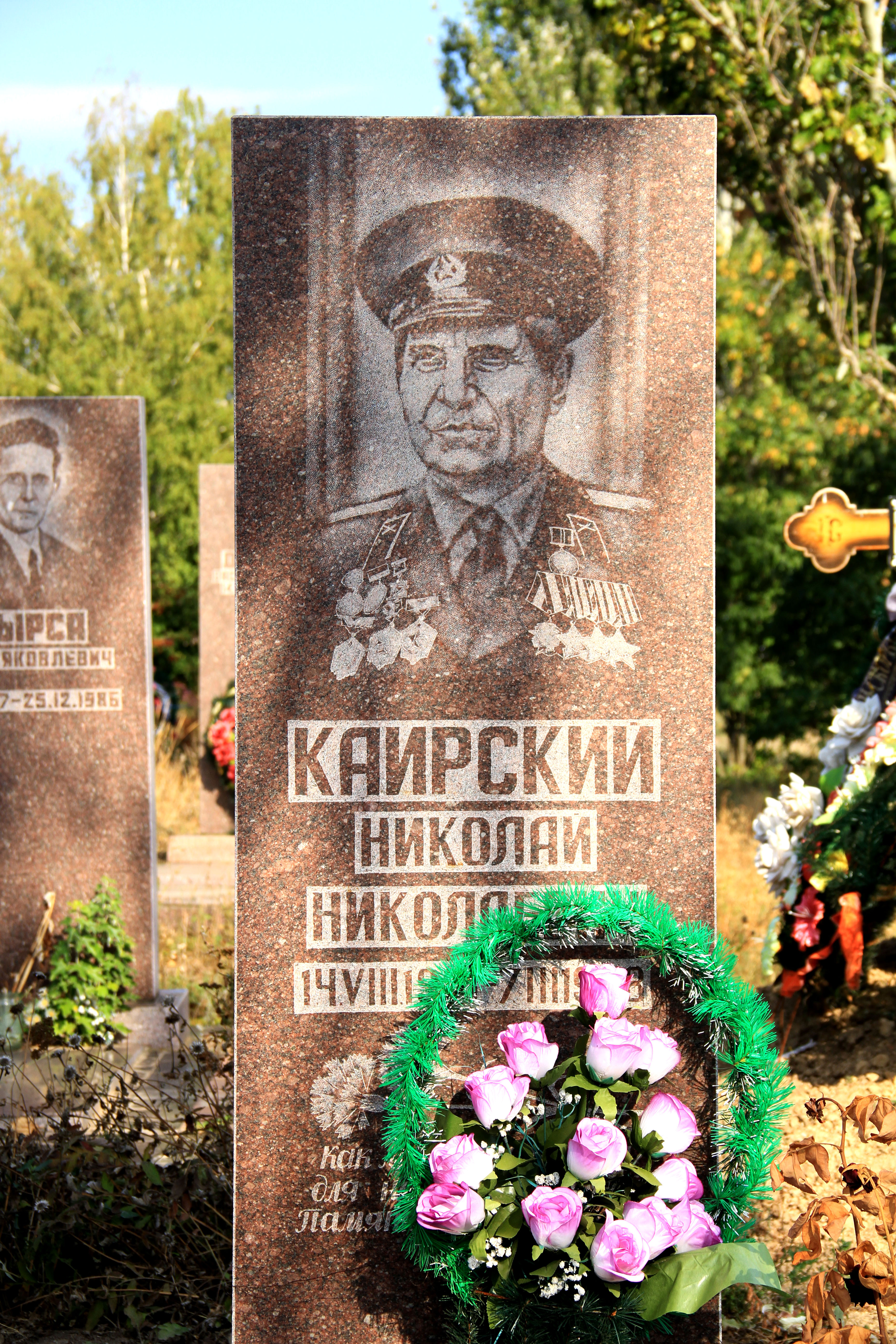
Могила Каїрського М. М.

Помер 7 березня 1997 року. Похований в місті Марганець Дніпропетровської області на Миколаївському цвинтарі.